# لووی پو
لووی پو (انگلیسی: Lovi Poe؛ زادهٔ ۱۱ فوریهٔ ۱۹۸۹) خواننده و بازیگر اهل فیلیپین است. وی از سال ۲۰۰۵ میلادی تاکنون مشغول فعالیت بوده است.
از فیلم‌ها یا برنامه‌های تلویزیونی که وی در آن نقش داشته است می‌توان به کاخ سفید اشاره کرد.